# ساليجنت
ساليجنت (بالإنجليزية: Sulligent)‏ هي مدينة أمريكية تقع في ولاية ألاباما.تبلغ مساحة هذه المدينة 20.3 (كم²)،ويبلغ عدد سكانها 2151 نسمة حسب إحصاء سنة 2010 م.تشير الإحصاءات بأن الكثافة السكانية في هذه المدينة تقدر بـ(106) نسمة/كم2.

## التركيبة السكانية
حدّد مكتب تعداد الولايات المتحدة بيانات التركيبة السكانية لساليجنت في تعداد الولايات المتحدة. في ما يلي، التركيبة السكانية حسب تعدادي 2000 و2010.

### تعداد عام 2000
بلغ عدد سكان ساليجنت 2,151 نسمة بحسب تعداد عام 2000، وبلغ عدد الأسر 901 أسرة وعدد العائلات 637 عائلة مقيمة في المدينة. في حين سجلت الكثافة السكانية 106 نسمة لكل كيلومتر مربع (274.5/ميل2). وبلغ عدد الوحدات السكنية 1,029 وحدة بمتوسط كثافة قدره 50.7 لكل كيلومتر مربع (131.3/ميل2).
وتوزع التركيب العرقي للمدينة بنسبة 77.08% من البيض و21.80% من الأمريكيين الأفارقة و0.60% من الأعراق الأخرى و0.51% من عرقين مختلطين أو أكثر و1.58% من الهسبانيون أو اللاتينيون من أي عرق.
بلغ عدد الأسر 901 أسرة كانت نسبة 33.1% منها لديها أطفال تحت سن الثامنة عشر تعيش معهم، وبلغت نسبة الأزواج القاطنين مع بعضهم البعض 52.9% من أصل المجموع الكلي للأسر، ونسبة 13.7% من الأسر كان لديها معيلات من الإناث دون وجود شريك، بينما كانت نسبة 4.1% من الأسر لديها معيلون من الذكور دون وجود شريكة وكانت نسبة 29.3% من غير العائلات. تألفت نسبة 28% من أصل جميع الأسر من عدة أفراد يعيشون في نفس المنزل ونسبة 15.2% كانت تتألف من شخص يعيش بمفرده يبلغ من العمر 65 عاماً أو أكثر. وبلغ متوسط حجم الأسرة المعيشية 2.39، أما متوسط حجم العائلات فبلغ 2.90.
بلغ العمر الوسطي للسكان 38.6 عاماً. وكانت نسبة 23.6% من القاطنين تحت سن الثامنة عشر، وكانت نسبة 9.1% بين الثامنة عشر والرابعة والعشرين عاماً، ونسبة 26.8% كانت واقعةً في الفئة العمرية ما بين الخامسة والعشرين والرابعة والأربعين عاماً، ونسبة 24.4% كانت ما بين الخامسة والأربعين والرابعة والستين، ونسبة 16.1% كانت ضمن فئة الخامسة والستين عاماً فما فوق. يوجد لكل 100 أنثى 87.2 ذكر، ويوجد لكل 100 أنثى في الثامنة عشر من عمرها فما فوق 84.2 ذكر.
بلغ متوسط دخل الأسرة في المدينة 26,541 دولارًا، أما متوسط دخل العائلة فبلغ 30,645 دولارًا. وكان متوسط دخل الذكور 29,966 دولارًا مقابل 19,537 دولارًا للإناث. وسجل دخل الفرد الخاص بالمدينة 15,794 دولارًا. وكانت نسبة 18% من العائلات ونسبة 21% من السكان تحت خط الفقر، وكان من هؤلاء نسبة 23.1% تحت سن الثامنة عشر ونسبة 27.1% في الخامسة والستين من العمر وما فوق.

### تعداد عام 2010
بلغ عدد سكان ساليجنت 1,927 نسمة بحسب تعداد عام 2010، وبلغ عدد الأسر 859 أسرة وعدد العائلات 551 عائلة مقيمة في المدينة. في حين سجلت الكثافة السكانية 95 نسمة لكل كيلومتر مربع (246.0/ميل2). وبلغ عدد الوحدات السكنية 972 وحدة بمتوسط كثافة قدره 47.9 لكل كيلومتر مربع (124.1/ميل2).
وتوزع التركيب العرقي للمدينة بنسبة 78.31% من البيض و19.25% من الأمريكيين الأفارقة و0.10% من الأمريكيين الأصليين و0.31% من الأعراق الأخرى و2.02% من عرقين مختلطين أو أكثر و0.78% من الهسبانيون أو اللاتينيون من أي عرق.
بلغ عدد الأسر 859 أسرة كانت نسبة 28.1% منها لديها أطفال تحت سن الثامنة عشر تعيش معهم، وبلغت نسبة الأزواج القاطنين مع بعضهم البعض 45.9% من أصل المجموع الكلي للأسر، ونسبة 14.2% من الأسر كان لديها معيلات من الإناث دون وجود شريك، بينما كانت نسبة 4.1% من الأسر لديها معيلون من الذكور دون وجود شريكة وكانت نسبة 35.9% من غير العائلات. تألفت نسبة 34% من أصل جميع الأسر من عدة أفراد يعيشون في نفس المنزل ونسبة 15.1% كانت تتألف من شخص يعيش بمفرده يبلغ من العمر 65 عاماً أو أكثر. وبلغ متوسط حجم الأسرة المعيشية 2.24، أما متوسط حجم العائلات فبلغ 2.86.
بلغ العمر الوسطي للسكان 43.6 عاماً. وكانت نسبة 23.1% من القاطنين تحت سن الثامنة عشر، وكانت نسبة 7% بين الثامنة عشر والرابعة والعشرين عاماً، ونسبة 21% كانت واقعةً في الفئة العمرية ما بين الخامسة والعشرين والرابعة والأربعين عاماً، ونسبة 30.1% كانت ما بين الخامسة والأربعين والرابعة والستين، ونسبة 18.8% كانت ضمن فئة الخامسة والستين عاماً فما فوق. وتوزع التركيب الجنسي للسكان بنسبة 47.4% ذكور و52.6% إناث.

## أعلام
- رشاد جونسون
- بوبا هاريس